# تمساح (فیلم ۱۹۸۰)
الیگاتور (انگلیسی: Alligator) فیلمی در ژانر کمدی ترسناک به کارگردانی لوئیس تیگ است که در سال ۱۹۸۰ منتشر شد.

## بازیگران
- رابرت فورستر
- روبن ریکر
- مایکل وی. گازو
- دین جاگر
- جک کارتر
- پری لنگ
- هنری سیلوا
- سو لیون